# Pegomya aldrichi
Pegomya aldrichi är en tvåvingeart som beskrevs av Griffiths 1983. Pegomya aldrichi ingår i släktet Pegomya och familjen blomsterflugor.
Artens utbredningsområde är Indiana. Inga underarter finns listade i Catalogue of Life.